# The Band

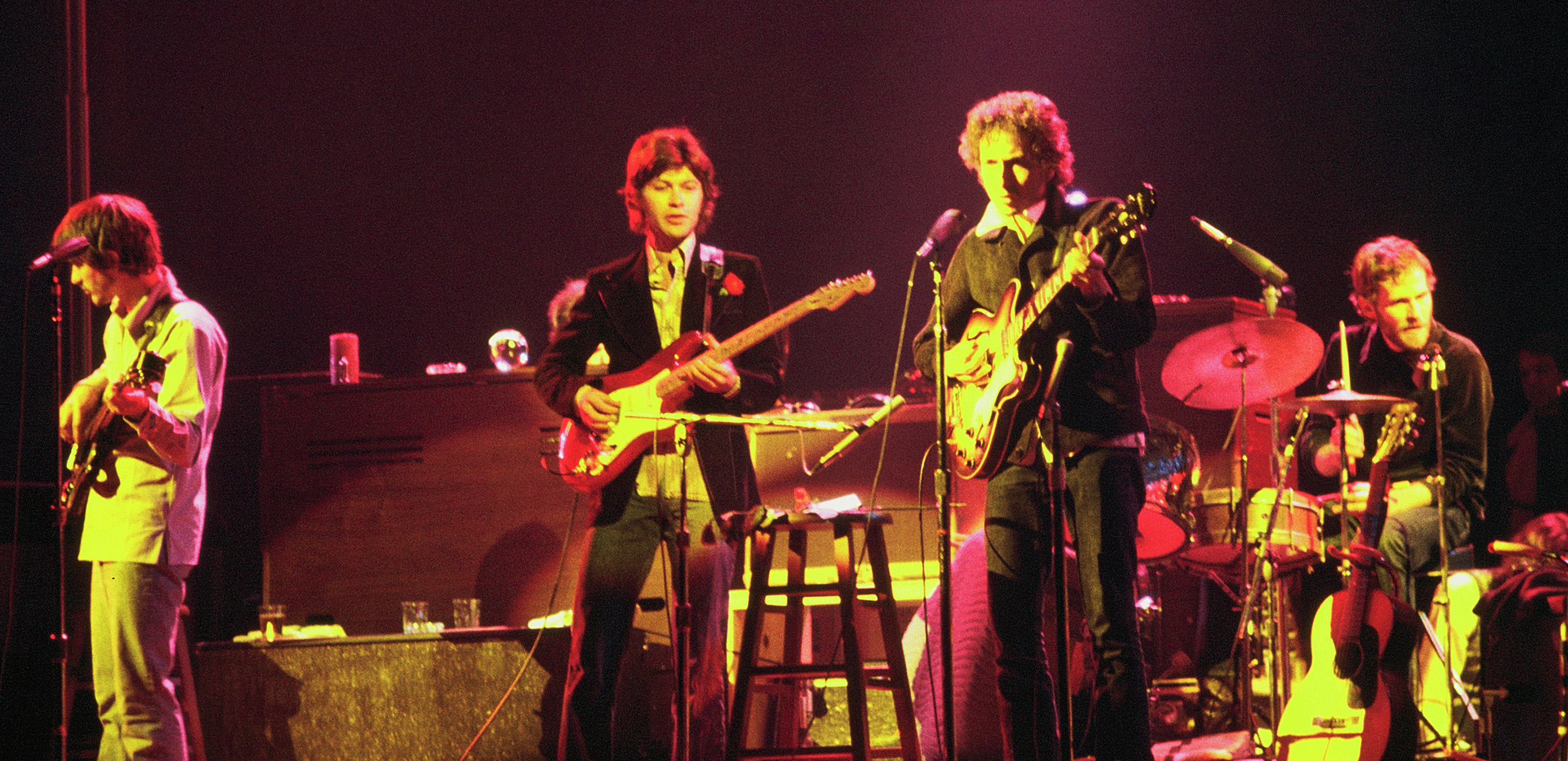
Bob Dylan and the Band 1974: Danko, Robertson, Dylan, Helm

The Band – kanadyjska grupa rockowa grająca blues, folk rock i country rock z domieszką psychodelicznego rocka.

## Historia
Grupa powstała w 1958 roku jako grupa towarzysząca folkowemu śpiewakowi Ronniemu Hawkinsowi i nosiła nazwę The Hawks. Przez pierwsze lata intensywnie koncertowała w Ontario, potem w całej Ameryce Północnej wtapiając się w nowojorski pejzaż „podziemia artystycznego” lat sześćdziesiątych. Grupa dwukrotnie zmieniała nazwę: pewien czas nazywała się Canadian Squires by w końcu przyjąć nazwę The Band, czyli po prostu „zespół muzyczny”, „grupa”. Zbiegło się to w czasie z propozycją Boba Dylana, by grupa wspomagała go w studio i na koncertach. The Band pozostała akompaniatorem Boba Dylana przez kilka następnych lat zdobywając szeroki rozgłos.
W 1968 grupa zaczęła nagrywać swoją własną muzykę. Bogate instrumentalnie brzmienie, jakie grupa wypracowała, było miksem folk rocka i country rocka, psychodelicznego rocka i bluesa. Wiele przebojów nagranych w latach 1968–1976 grane jest przez stacje radiowe do dziś i zaskakuje swą świeżością. Wszyscy muzycy grupy byli bardzo sprawnymi instrumentalistami i doskonałymi wokalistami.
Za lidera grupy uważa się Richarda Manuela. Autorem znakomitej większości piosenek (zarówno tekstów jak i melodii) był Robbie Robertson. The Band wielokrotnie sięgał również po teksty Dylana – m.in. w takich folkowych perełkach, jak: When You Awake, I Shall be Released, Wheel's on Fire, nadając tym samym jego twórczości nowej jakości i oryginalnej interpretacji.
W czasie, kiedy z The Band związał się Bob Dylan – grupa spotkała się ze skrajnie negatywnym przyjęciem. Publiczność, która przychodziła głównie po to, aby zobaczyć Dylana na żywo, mówiła: „Ten zespół nie czuje piosenek Dylana”, „chcieliśmy posłuchać Boba Dylana, a nie trzeciorzędną kapelkę popową”. Wielkiego barda posądzono wówczas o skomercjalizowanie i zdradę folku. Sam Dylan wyznał – „związałem się z The Band, ponieważ miałem już dość folku”. Do The Band na długo przyległa jednak negatywna opinia; publiczność nie doceniała tej niewątpliwie wartościowej muzyki. Grupa, niezrażona niepowodzeniami i licznymi oszczerstwami rzucanymi pod jej adresem, kontynuowała współpracę z Dylanem.
W 1976 r., po latach ciągłego koncertowania grupa postanowiła się rozwiązać. Jej ostatnim, pożegnalnym koncertem było olbrzymie przedsięwzięcie muzyczne, w którym obok The Band wzięła udział cała plejada gwiazd rocka, folk rocka i bluesa. W wyniku koncertu powstał album oraz film wyreżyserowany przez Martina Scorsese zatytułowany The Last Waltz, czyli Ostatni walc. Na koncercie, tak jak i na filmie, obok członków The Band wystąpili: Bob Dylan, Joni Mitchell, Neil Diamond, Van Morrison, Emmylou Harris, Ringo Starr, Neil Young, Eric Clapton, Muddy Waters, The Staple Singers, Dr. John, Bobby Charles, Ronnie Hawkins i Paul Butterfield. Film ukazał się w 1978 roku.
W roku 1986 (podczas długiego tournée zespołu po Europie) Richard Manuel popełnił samobójstwo. W 1993 podjęto próbę reaktywowania grupy. Nie przystąpił do niej jednak Robbie Robertson. Z tego roku pochodzi ostatni album grupy: Jubilation. W parę lat później zmarł Rick Danko, co praktycznie uniemożliwiło dalsze funkcjonowanie zespołu.
The Band, choć nigdy nie uzyskał wielkiej popularności, wśród krytyków uznawany jest za jeden z najbardziej znaczących i wpływowych zespołów w historii rocka. Uwieńczenie jego trudnej do przecenienia działalności było dołączenie do Rock and Roll Hall of Fame. Grupa The Band wystąpiła również na festiwalu w Woodstock w roku 1969.

## Twórczość
Grupa klasyfikuje się do kilku muzycznych kategorii; jej twórczość inspirowała pokolenie hippisów czy subkulturę ridersów, kojarzono ją ze środowiskiem bardów, trubadurów rocka czy jamowego mikroświata. Na każdej z nich odcisnęła niezatarte piętno. Poetyckie teksty Robbie Robertsona, balladowe stylizacje oraz częste wykonania pieśni Boba Dylana czy Vana Morrisona zbliżają również The Band do poezji śpiewanej.
Największy przebój The Band – The Weight (z płyty Music from Big Pink) wszedł w skład soundtracku do filmu Easy Rider. Fragment The Weight  został również wykorzystany w dziewiątym odcinku dziesiątego sezonu amerykańskiego serialu Supernatural (Nie z tego świata). Utwór można również usłyszeć w filmach Przerwana lekcja muzyki i 1408.
Piosenkę The Night They Drove Old Dixie Down przerobiła Joan Baez. Inne znane utwory to: It Makes No Difference, All La Glory, King Harvest (Has Surely Come), Whispering Pines, In a Station, The Shape I'm In czy Jawbone. Pod silnym wpływem muzyki The Band pozostawało wiele późniejszych zespołów folkowo-bluesowych, m.in. Procol Harum, Traffic, Blind Faith, America czy The Eagles.

## Skład
- Robbie Robertson gitara, śpiew
- Rick Danko gitara basowa, śpiew, akordeon, skrzypce
- Richard Bell instrumenty klawiszowe
- Levon Helm perkusja, śpiew, multiinstrumentalista
- Garth Hudson instrumenty klawiszowe, saksofon
- Richard Manuel instrumenty klawiszowe, śpiew.

## Dyskografia
1968 Music from Big Pink
1969 The Band
1970 Stage Fright
1971 Cahoots
1972 Rock of Ages [live]
1973 Moondog Matinee
1973 In Concert [live]
1975 Northern Lights-Southern Cross
1975 Woodstock Album
1977 Islands
1978 The Last Waltz [live/studio]
1993 Jericho
1996 High on the Hog
1998 Jubilation

## Nagrania z Bobem Dylanem
1974 Planet Waves
1974 Before the Flood [live]
1975 The Basement Tapes
1998 The Bootleg Series Vol. 4: Bob Dylan Live 1966, The „Royal Albert Hall” Concert

## Nagrody, pozycje na listach przebojów i rekordy
- W 1994 roku grupa The Band została wprowadzona do Rock and Roll Hall of Fame.
- Piosenki „The Night They Drove Old Dixie Down” oraz „The Weight” zostały umieszczone na liście 500 piosenek, które ukształtowały rock utworzonej przez Rock and Roll Hall of Fame.

| Albumy na liście The Billboard 200 | Albumy na liście The Billboard 200 | Albumy na liście The Billboard 200 | Albumy na liście The Billboard 200 |
| Rok                                | Album                              | pozycja                            |                                    |
| ---------------------------------- | ---------------------------------- | ---------------------------------- | ---------------------------------- |
| 1968                               | Music from Big Pink                | 30                                 |                                    |
| 1970                               | Stage Fright                       | 5                                  |                                    |
| 1970                               | The Band                           | 9                                  |                                    |
| 1971                               | Cahoots                            | 21                                 |                                    |
| 1972                               | Rock of Ages                       | 6                                  |                                    |
| 1974                               | Before the Flood                   | 3                                  |                                    |
| 1974                               | Moondog Matinee                    | 28                                 |                                    |
| 1974                               | Planet Waves                       | 1                                  |                                    |
| 1975                               | The Basement Tapes                 | 7                                  |                                    |
| 1976                               | Northern Lights-Southern Cross     | 26                                 |                                    |
| 1976                               | The Best of the Band               | 51                                 |                                    |
| 1977                               | Islands                            | 64                                 |                                    |
| 1978                               | The Last Waltz                     | 16                                 |                                    |
| 1993                               | Jericho                            | 166                                |                                    |

| Single na liście The Billboard Hot 100 | Single na liście The Billboard Hot 100 | Single na liście The Billboard Hot 100 | Single na liście The Billboard Hot 100 |
| Rok                                    | Piosenka                               | pozycja                                |                                        |
| -------------------------------------- | -------------------------------------- | -------------------------------------- | -------------------------------------- |
| 1968                                   | The Weight                             | 63                                     |                                        |
| 1970                                   | Rag Mama Rag                           | 57                                     |                                        |
| 1970                                   | Time to Kill                           | 77                                     |                                        |
| 1970                                   | Up On Cripple Creek                    | 25                                     |                                        |
| 1971                                   | Life Is a Carnival                     | 72                                     |                                        |
| 1972                                   | Don't Do It                            | 34                                     |                                        |
| 1973                                   | Ain't Got No Home                      | 73                                     |                                        |
| 1976                                   | Ophelia                                | 62                                     |                                        |